# Jean-François Vrod
 (décembre 2021).
Jean-François Vrod, né le 29 mars 1959 à Chatou (Yvelines), est un musicien français de folk, aussi bien compositeur de musiques contemporaines qu'interprète de musiques traditionnelles et improvisateur. Fortement influencé par l'art brut, il explore le violon populaire et l'acoustique en général de très multiples manières.

## Biographie
Il commence à jouer du violon au cours de la vague folk des années 1970.
Il fréquente alors le folk-club Le Bourdon, et se lie d'amitié avec Joseph Perrier, violoneux du Cantal qu'il collectera et dont le répertoire et le style sont des références incontournables dans le domaine des musiques traditionnelles.
Musicien professionnel à l'âge de 20 ans, il fonde ou participe aux groupes : Café-Charbons, La Compagnie Chez Bousca, Le Trio Violon (Avec Jean-Pierre Champeval et Olivier Durif) .
Dans les années 1990, il commence une longue carrière de soliste qui l'amène à se produire dans différents contextes, du théâtre musical aux performances en solo.
Il crée alors les deux spectacles De mémoire de violon et  L'idiome du village, créations solo s'inspirant de collectages d'anciens violoneux du Massif Central.
En 1997, il est invité par Patrice Fontanarosa au concert Les âmes du violon au salon Musicora pour représenter les musiques traditionnelles françaises, l'année suivante aux journées d'ouverture des concerts Radio France.
Il joue aussi pour le jeune public, d'abord avec la Cie Du Cerle (avec le conteur Abbi Patrix), puis en solo avec son spectacle Blockheads, et enfin avec la conteuse Sophie Wilhelm dans Le Roi des Corbeaux.
En 2002, il crée le spectacle La Soustraction des Fleurs, concert autour des possibilités acoustiques du violon et des percussions entre musique traditionnelle et musique contemporaine.
En 2003, il fonde Le Vrai Trio avec Régis Reynaud et Bruno Le Tron. Il fonde également le Collectif des Professionnels des Musiques et Danses Traditionnelles.
En 2005, il obtient une commande d'État via le Groupe de Musique Électroacoustique d’Albi.